# Kraubath an der Mur
Kraubath an der Mur ist eine Marktgemeinde mit 1339 Einwohnern (Stand 1. Jänner 2025) im Gerichtsbezirk bzw. Bezirk Leoben im österreichischen Bundesland Steiermark.

## Geografie
Kraubath an der Mur liegt im mittleren Murtal zwischen den Städten Leoben und Knittelfeld.

### Geografische Gliederung
Das Gemeindegebiet ist in fünf Bereiche gegliedert:
- Der Norden und Westen gehört zu den Seckauer Tauern. Sie erreichen mit dem Klockkogel eine Höhe von 1576 Metern und sind größtenteils bewaldet. Geprägt wird das Landschaftsbild vor allem vom tief eingeschnittenen Kraubathbach und seinen Zuflüssen.
- Im Südwesten schließt die im Tertiär geformte Senke von Laas an, eine Einsattelung zwischen den kristallinen Seckauer Tauern im Norden und dem Gulsen im Süden.
- Der Südwesten wird vom Serpentinzug des Gulsen gebildet, der zwischen der Laaser Senke und der Mur liegt.
- Der Schwemmkegel, auf dem der Ort Kraubath liegt, ist eine postglaziale Aufschüttung des Kraubathbaches.
- Im Südosten der Gemeinde liegt das Murtal mit dem epigenetischen Murdurchbruch von Preg.

### Gemeindegliederung
Das Gemeindegebiet umfasst folgende drei Ortschaften (in Klammern Einwohnerzahl Stand 1. Jänner 2025):
- Kraubath an der Mur (1078)
- Kraubathgraben (47)
- Leising (214)

Die Gemeinde besteht aus den Katastralgemeinden Kraubath und Kraubathgraben.

### Nachbargemeinden
| Mautern in Steiermark       | Kammern im Liesingtal                       |                        |
| Sankt Marein-Feistritz (MT) | Kompassrose, die auf Nachbargemeinden zeigt | Sankt Stefan ob Leoben |
|                             | Sankt Margarethen bei Knittelfeld (MT)      |                        |

## Geschichte
Dass das Gebiet von Kraubath bereits in der Steinzeit bewohnt war, zeigt ein 5000 Jahre altes Steinbeil aus Serpentin, das bei Straßenbauarbeiten entdeckt wurde. Ebenfalls ein Zufallsfund waren ein Bronzeschaftlappenbeil, eine Speerspitze und eine Fibel aus der Hallstattzeit. Untersuchungen zeigten, dass dies Grabbeigaben aus der Zeit um 500 vor Christus waren. Aus der Römerzeit wurden Münzen, Quadersteine und Teil eines Grabmals mit zwei Delphinpaaren gefunden, die auf das 2. nachchristliche Jahrhundert datiert wurden.
Auf eine slawische Besiedlung weisen Flurnamen hin. Um 1050 wird der Ort als Chrowata erstmals urkundlich erwähnt. Spätere Schreibweisen waren Chrowat (1080), Chrawat (1208) Dorf Chrabat (1292) und Krauat (1357). 
Die Kirche zum hl. Georg wird erstmals 1196 als ecclesia sancti Georgii ad Chrowat in einer Urkunde des Erzbischofs Adalbert III. von Salzburg genannt. Ab 1524 gab es eigene Seelsorger in Kraubath, die zugehörige Pfarre war jedoch St. Michael.
In den Jahren 1713 und 1714 starb ein Sechstel der damaligen Bevölkerung von 354 Menschen an der Pest.
1786 wurde das erste Schulhaus gebaut. Es wurde 1843 durch das heute noch bestehende Gebäude ersetzt. Eine eigenständige Gemeinde wurde Kraubath im Jahr 1850.
Durch den Abbau von Magnesit in der Gulsen erlebte die Gemeinde von 1860 bis 1922 einen wirtschaftlichen Aufschwung. Im Jahr 1907 wird eine eigene Magnesithütte in der Nähe des Bahnhofes errichtet. Bei deren Schließung verlieren 150 Menschen ihren Arbeitsplatz.
In den Jahren 1985 bis 1988 werden Bauarbeiten zur Schnellstraße S36 zur Errichtung des drei Hektar großen Badesees Kraubath genutzt.

### Bevölkerungsentwicklung

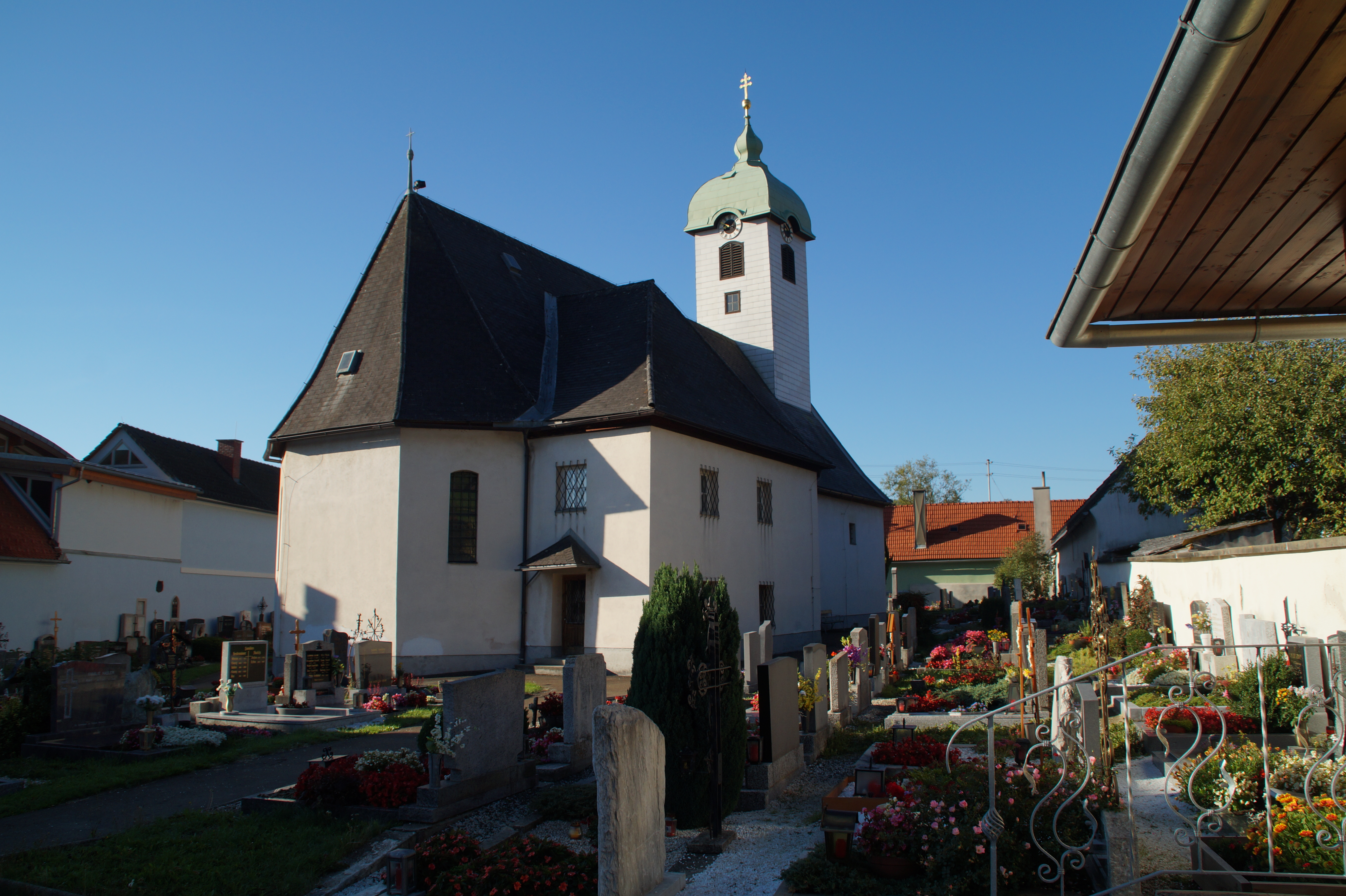
Pfarrkirche Kraubath

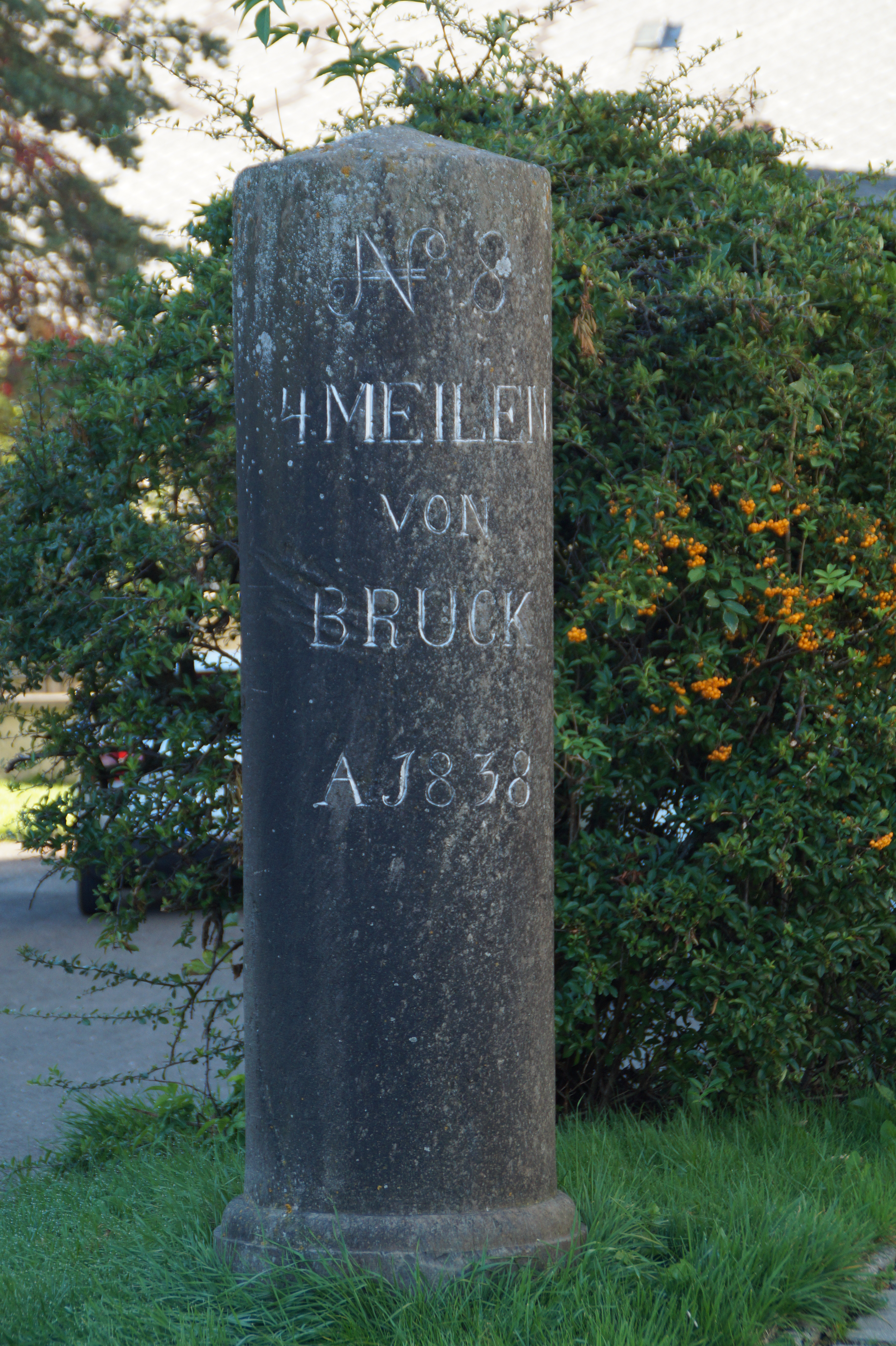
Postmeilenstein

## Kultur und Sehenswürdigkeiten
- Katholische Pfarrkirche Kraubath hl. Georg
- Postmeilenstein

## Wirtschaft und Infrastruktur

### Wirtschaftssektoren
Von den 41 landwirtschaftlichen Betrieben des Jahres 2010 wurden dreizehn im Haupt-, 27 im Nebenerwerb und einer von einer Personengemeinschaft geführt. Die Haupterwerbsbauern bewirtschafteten mehr als die Hälfte der Flächen. Die größten Arbeitgeber im Produktionssektor waren die Bereiche Wasserver- und Abfallentsorgung sowie die Bauwirtschaft. Von den 159 Erwerbstätigen des Dienstleistungssektors arbeiteten vierzig Prozent im Handel und ein Viertel in sozialen und öffentlichen Diensten.
| Wirtschaftssektor            | Anzahl Betriebe | Anzahl Betriebe | Anzahl Betriebe | Erwerbstätige | Erwerbstätige | Erwerbstätige |
| Wirtschaftssektor            | 2021            | 2011            | 2001            | 2021          | 2011          | 2001          |
| ---------------------------- | --------------- | --------------- | --------------- | ------------- | ------------- | ------------- |
| Land- und Forstwirtschaft 1) | 27              | 41              | 45              | 44            | 52            | 45            |
| Produktion                   | 13              | 13              | 9               | 95            | 71            | 68            |
| Dienstleistung               | 70              | 60              | 34              | 212           | 159           | 144           |

1) Betriebe mit Fläche in den Jahren 2010 und 1999, Arbeitsstätten im Jahr 2021

### Berufspendler
Im Jahr 2011 wohnten 615 Erwerbstätige in Kraubath. Davon arbeiteten 147 in der Gemeinde, mehr als drei Viertel pendelten aus. Aus der Umgebung kamen 135 Menschen zur Arbeit nach Kraubath.

### Fremdenverkehr
Die Gemeinde bildet gemeinsam mit St. Margarethen bei Knittelfeld den Tourismusverband „Almfrische Gleinalm“. Dessen Sitz ist St. Margarethen bei Knittelfeld.

### Verkehr
- Bahn: Kraubath liegt an einer Teilstrecke der Rudolfsbahn.
- Straße: Kraubath liegt an der Murtalschnellstraße.
- Rad: Der Mur entlang verläuft der Murradweg R2. Bei Kraubath zweigt davon der Seckauer Alpenradweg R24 ab, der über die Senke von Laas nach Gaal führt.[11]

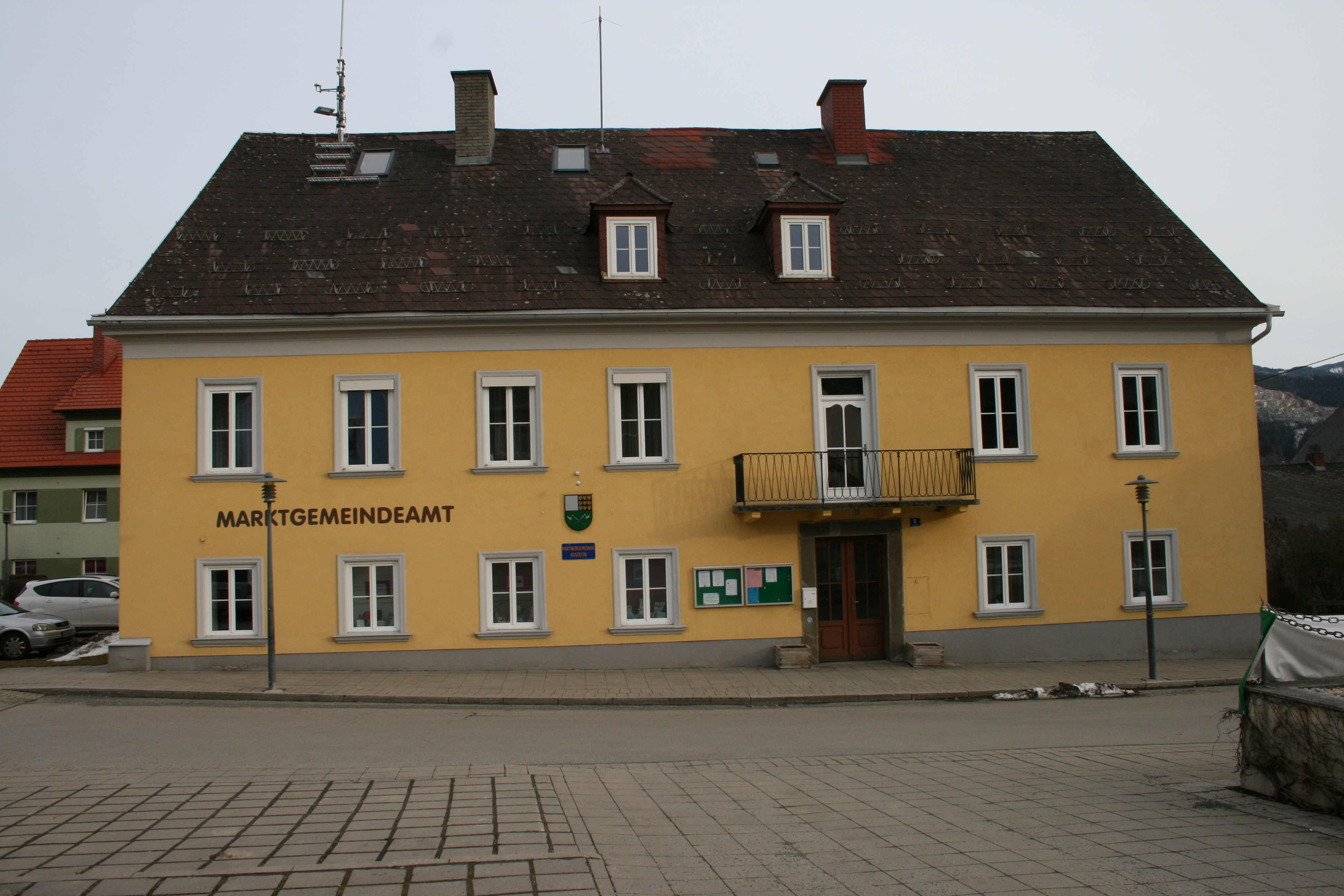
Gemeindeamt

## Politik

### Gemeinderat
Der Gemeinderat hat 15 Mitglieder.
- Mit den Gemeinderatswahlen in der Steiermark 2005 hatte der Gemeinderat folgende Verteilung: 10 ÖVP, und 5 SPÖ.
- Mit den Gemeinderatswahlen in der Steiermark 2010 hatte der Gemeinderat folgende Verteilung: 11 ÖVP, 3 SPÖ, und 1 Christlich Soziale Bürgerliste.
- Mit den Gemeinderatswahlen in der Steiermark 2015 hat der Gemeinderat folgende Verteilung: 13 ÖVP und 2 SPÖ.
- Mit den Gemeinderatswahlen in der Steiermark 2020 hat der Gemeinderat folgende Verteilung: 13 ÖVP und 2 SPÖ.[12]

### Bürgermeister
Die Bürgermeister seit 1945 waren:
- 1945–1945 Kurt Unterholzer
- 1945–1946 Hans Wörister
- 1946–1952 Franz Schöffauer
- 1952–1957 Benjamin Krempl
- 1957–1979 Florian Erler
- 1979–1983 Georg Pfortner
- 1983–1990 Wilhelm Kieberl
- 1990–2013 Erwin Puschenjak (ÖVP)
- seit 2013 Erich Ofner (ÖVP)

### Wappen
Blasonierung: Das Wappen der Gemeinde zeigt in einem von Silber und Kürsch halbgespaltenen Schilde zwei schräggekreuzte silberne Berghauen im unteren grünen Felde.

### Partnerschaft
Partnergemeinde ist Koszentin.

## Persönlichkeiten

### Ehrenbürger der Gemeinde
- 1955: Karl Gottfried zu Hohenlohe-Ingelfingen (1879–1960), Gutsherr und Politiker[16]
- 2015: Christoph Strasser (* 1982), Extremsportler
- 2020: Stefan Posch (* 1997), Profifußballer[17]
- Ladislaja Gräfin und Edle Herrin von und zu Eltz (1920–2023)[18]

### Mit der Gemeinde verbundene Persönlichkeiten
- Reinhard Sachsenhofer (* 1960), Geologe
- Christoph Strasser (* 1982), Extremsportler
- Lukas Hasler (* 1996), Konzertorganist